# プライドと偏見
『プライドと偏見』（Pride & Prejudice）は、2005年のラブロマンス映画である。原作は何度も映像化されているジェイン・オースティンの小説『高慢と偏見』（Pride and Prejudice）。この作品は『高慢と偏見』『自負と偏見』などの日本語訳題で親しまれてきたが、この訳題が付けられたのはこの映画が初である。
主演はキーラ・ナイトレイ、マシュー・マクファディン、監督はジョー・ライト。キーラ・ナイトレイはこの映画で第78回アカデミー賞の主演女優賞にノミネートされた。他に美術賞・衣装デザイン賞・作曲賞でも候補になった。

## ストーリー
18世紀末のイギリスの田舎町。そこに暮らすベネット家の子どもは五人姉妹である。女性に相続権がないこの時代、父親が死んだら家も土地も遠縁の男子が継ぎ、娘たちは路頭に迷ってしまうと、母親はなんとか娘たちを資産家と結婚させようと躍起になっていた。
そんなある日、近所に独身の大富豪ビングリーが引っ越して来る。舞踏会の夜、美人の長女ジェーンはビングリーからダンスを申し込まれる。しかしビングリーの親友ダーシーは、ベネット家の娘たちに関心を示すどころか見下し、次女エリザベスは彼の口から侮辱の言葉を聞いてしまう。彼女はダーシーの高慢な態度に強い反感を抱き、あらぬ誤解から彼への嫌悪感を募らせていく。

## キャスト
※括弧内は日本語吹替
- エリザベス・ベネット - キーラ・ナイトレイ（弓場沙織）
- フィッツウィリアム・ダーシー - マシュー・マクファディン（東地宏樹）
- ベネット氏 - ドナルド・サザーランド（家弓家正）
- ベネット夫人 - ブレンダ・ブレッシン（増子倭文江）
- キャサリン夫人 - ジュディ・デンチ（吉野佳子）
- ジェーン・ベネット - ロザムンド・パイク（水町レイコ）
- ウィッカム - ルパート・フレンド（内田夕夜）
- ビングリー - サイモン・ウッズ
- コリンズ氏 - トム・ホランダー（横島亘）
- シャーロット - クローディ・ブレイクリー（英語版）
- リディア・ベネット - ジェナ・マローン
- キティ・ベネット - キャリー・マリガン
- メアリー・ベネット - タルラ・ライリー
- ガーディナー夫人 - ペネロープ・ウィルトン
- キャロライン・ビングリー - ケリー・ライリー

## スタッフ
- 監督：ジョー・ライト
- 製作：ティム・ビーヴァン、エリック・フェルナー、ポール・ウェブスター
- 製作総指揮：ライザ・チェイシン、デブラ・ヘイワード
- 脚本：デボラ・モガー
- 撮影：ロマン・オーシン
- プロダクションデザイン：サラ・グリーンウッド
- 衣装デザイン：ジャクリーン・デュラン
- 編集：ポール・トシル
- 音楽：ダリオ・マリアネッリ
- 視覚効果：ダブル・ネガティブ

## 日本においてのこの映画に関する情報
- 公開日：2006年1月14日
- DVD発売日：2006年6月23日
- 配給：UIP
- DVD販売：ユニバーサル・ピクチャーズ・ジャパン
- サントラCD販売：ユニバーサル・クラシック
- 日本版ではラストシーンがカットされているが、「アメリカ版 エンディング」としてDVDに特典として収録

## 裏話
- 監督ジョー・ライトはこの映画で知り合ったジェーン役のロザムンド・パイクと婚約した。また、主演のキーラ・ナイトレイもウィッカム役のルパート・フレンドと交際をスタートさせた。